# 约翰·马里
约翰·马里（John Mary，1993年3月9日—），喀麦隆足球运动员，场上司职前锋。

## 俱乐部生涯
马里曾在泰国、塞尔维亚及斯洛文尼亚等地踢球，保持不錯进球数量。2018年1月，他前往中国加盟梅州客家。首个赛季，马里出战28场，打进24球，获得联赛金靴。2019年赛季中甲联赛前15轮，他首发出场15次，打进12球。
2019年7月，马里加盟深圳佳兆业，在中超联赛他首发出场15次，打进9球。
2022年1月30日，马里自由转会利雅得青年人足球俱乐部。